# Walter Kerker
Walter Kerker (* 6. Mai 1924 in Zürich; † 31. Mai 1989 in Winterthur) war ein Schweizer Maler, Grafiker und Plastiker. Sein Werk umfasst Malerei, Aquarelle, Zeichnungen, Karikaturen, Illustrationen, Holzschnitte, Radierungen, Wandbilder, Skulpturen und Mosaike.

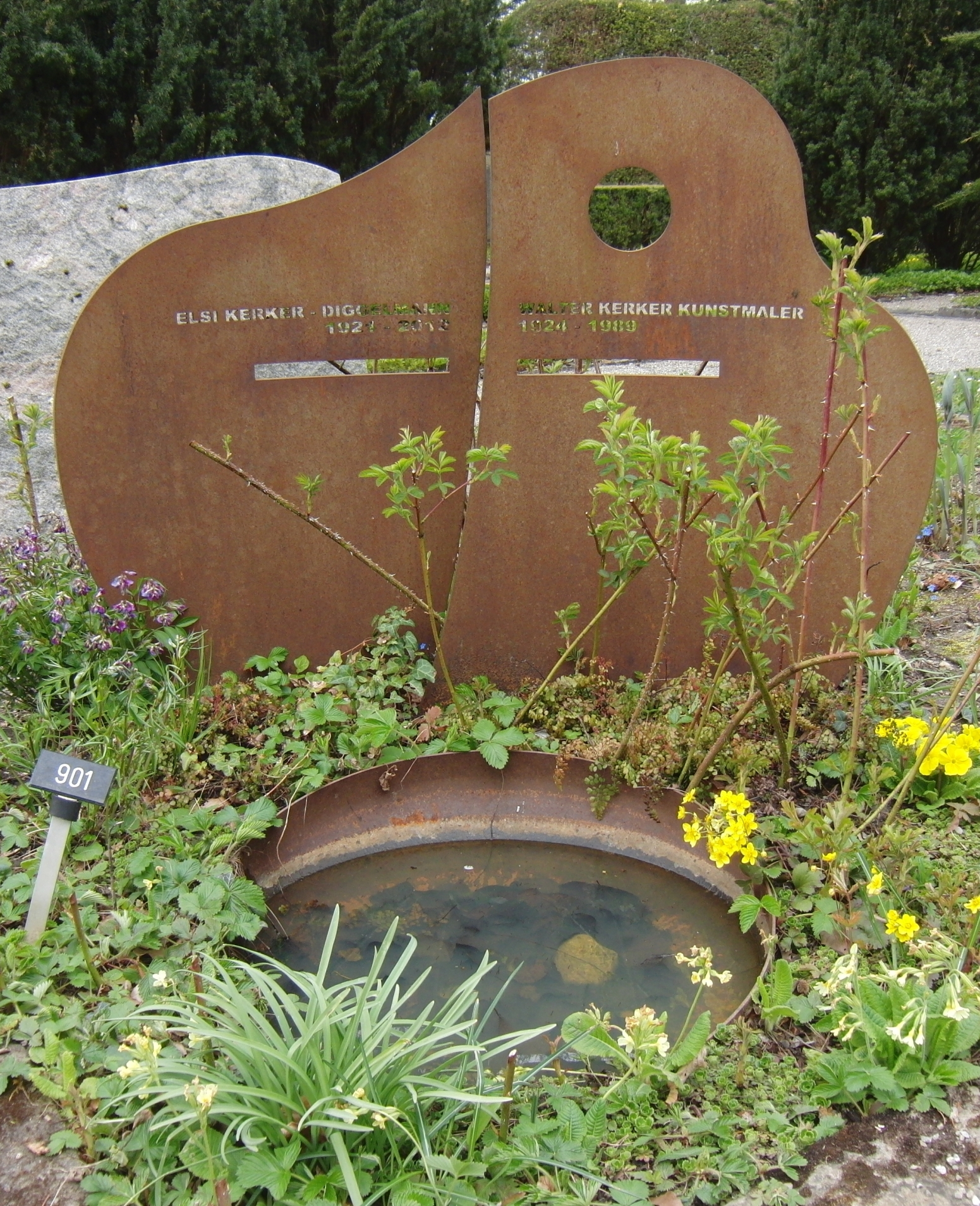
Grab, Friedhof Rosenberg, Winterthur

## Leben und Werk
Walter Kerker absolvierte eine Lehre zum Grafiker und besuchte die Kunstgewerbeschule Zürich. Anschliessend arbeitete er in verschiedenen Firmen als Werbegrafiker. 1948 machte er sich als Grafiker und Kunstmaler selbstständig. 1946 reiste er mit dem Malerkollegen Henri Schmid in die Provence. Kerker schuf in der Folge zahlreiche Werke, u. a. auch für den öffentlichen Raum. Walter Kerker war Mitglied der Sektion Zürich der GSMBA. 
Mit Heinz Engel und Heinz Keller war er 1961 Mitbegründer der Zeitschrift Xylon, die Originalholzschnitte im Format 49,5 × 34,5 cm publizierte. Im gleichen Jahr erhielt er den Carl-Heinrich-Ernst-Kunstpreis. 
Walter Kerker war mit Elsi, geborene Diggelmann (1921–2012), verheiratet. Das Ehepaar fand die letzte Ruhestätte auf dem Friedhof Rosenberg in Winterthur.